# Per Danker
Per Danker (født 2. februar 1934 i Kongens Lyngby) er ingeniør fra Syddansk Universitet 1966, og tidligere redaktør for den grønlandske avis Sermitsiaq (1969-82), som han udviklede fra lokalblad i Nuuk (Godthåb) til landsdækkende avis.
Desuden er han forfatter, fotograf, grafiker og håndtegner, hvilket blandt andet har gjort ham til bagmand for den muntre satiriske tegneserie "Parcafolket/Parcarsuallit", der har rumsteret i grønlandsk presse siden de dukkede op i Sermitsiaq i 1969 og som dermed fylden 50 år i 2019. For tiden slår Parcafolket sine folder på www.kamikposten.dk. Parcategningerne med tekster figurerer tillige i et utal af bøger, faglige rapporter, blade og kampagner osv. Udstilling: Grønlands Satire i 2015 Nuuk Kunstmuseum, København og Helsingfors.
Han blev uddannet og dernæst ansat som radio-radartekniker i Flyvevåbnet 1954-1960. Udlånt til Danmarks Meteorologiske Institut (Narsarsuaq 1959). Ansat ved Fyr og Vagervæsener (Loranstationen Orssuiagssuaq ved Ammasalik 1960-62). Teleingeniør og siden souschef og afsluttende eksportchef ved TELE Greenland (Grønlands Televæsen) (1966-1992).
Per Danker arrangerede indførelses af samtidigheds TV via radiokæde på Vestkysten af Grønland i 1982 og udvirkede at Tele Greenlands Teleskole i Qaqortoq blev til Handelsskole syd (Niuernermik Ilinniarfik) i 1983.
I 1976 var han ophavsmand, forfatter af tekst og synopsis samt medinstruktør på "Radiokædefilmen" og ligeledes på "Grønland – et Informationssamfund" (1996). Medvirkede i filmen “Sume - Mumisitsinerup Nipaa” 2014.
Stifter og indehaver af firmaet/forlaget Danker & Danker Fabrications “Parcaforlaget” siden 1994. Hjemmeside: www.danker.info
Idemand bag Grønlands Grønne Bog 1988. Redaktør og forfatter af en række bøger som grønlandsafsnittet i “Danish Exporters 1997”. Erhvervshåndbøgerne "This is Greenland 1999" og "This is Greenland  2000". TELE Greenlands historie: "TELE 75 * Oqaluttuatsialaat * Krønike". De årlige parcabøger "Parcafolket/Parcarsuallit", der er udgivet siden 1976. Medforfatter, illustrator og udgiver af  “Juntaaq” 2018.  Forfatter til artiklen om Sermitsiaqs 22-årige amatørtid “Der var engang et lokalblad” i Tidsskriftet Grønland, NR 4 2018.

## Bestyrelsesposter
- Medlem af Det grønlandske Selskab (1966-)
- Danmarks Tekniske Museum (1969)
- Bestyrelsesmedlem i Selskabet for Arktisk Teknologi (1994-1997)
- Formand for Foreningen af Grønlandsjournalister (2009 -)